# Thüngen (Adelsgeschlecht)

Wappen derer von Thüngen

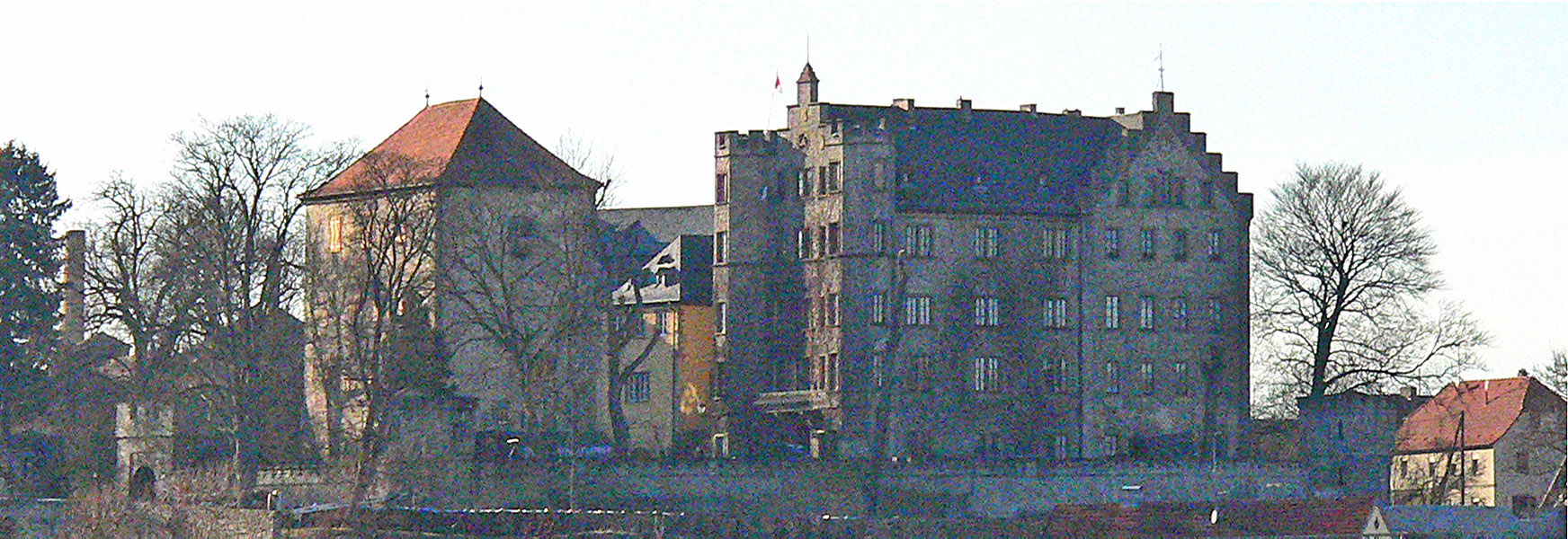
Schloss Thüngen, 2012

Die Familie von Thüngen ist ein altes, edelfreies fränkisches Adelsgeschlecht. Sie ist benannt nach dem heutigen Markt Thüngen mit dem Stammhaus Burg Thüngen und ist (als Reichsfreiherren von Thüngen) in den Freiherrenstand aufgestiegen.

## Familiengeschichte
Der Ort Thüngen wurde am 19. April 788 erstmals urkundlich erwähnt. Mit den Edelfreien Carl ac filius ejus Eylhard de Dungethi trat das Geschlecht am 5. Februar 1100 erstmals urkundlich in Erscheinung. Andreas, Friedrich, Albert und Lutz von Thüngen wurden 1306/1307 mit dem Burggut belehnt. 1406 erwarb es Burg und Dorf Thüngen als freies Eigentum.
Die Familie der Freiherren von Thüngen gehörte zur Reichsritterschaft im Fränkischen Ritterkreis, Kanton Rhön-Werra. Die Familie war seit dem 13. Juni 1531 mit dem Erbküchenmeisteramt des Herzogtums Franken belehnt. Sie stellte wichtige Persönlichkeiten in Kirche, Militär, Verwaltung, Politik und Wirtschaft.
Die Herrschaft Thüngen umfasste etwa 80 Ortschaften, Schlösser, Burgen und Höfe. Der Familie gehörten u. a. Schloss Büchold (1364–1596), Burg Burgjoß (15. Jahrhundert), Alte Burg zu Burgsinn (seit 1337), Schloss Greifenstein (?–1657), Neuhaus, Reußenburg (ca. 1320–1525), Schloss Roßbach (seit ?), Burg Salzburg, Sodenberg, Wasserburg Tagmersheim (um 1520), Herrenhof in Völkersleier (?–1926), Schloss Waizenbach (vor 1400–1678), Schloss Weißenbach (seit Ende des 14. Jahrhunderts), Schloss Windheim (12. Jahrhundert bis 1660).
Bedeutung hatte die Familie durch die Thüngensche Cent in der Rhön und die Patronatsherrschaft auf ihren Gütern; sie besaß auch Domherrenhöfe. 1189 gründete Philipp von Thüngen zu Heßlar zusammen mit Gottfried von Pisemberg, Bischof von Würzburg, das Kloster Schönau (Gemünden am Main). Die Freiherren von Thüngen hatten zudem Besitz im Leinachtal, insbesondere Lehen der Henneberger Grafen, der Würzburger Bischöfe und Eigengut in Oberleinach (bis zum Verkauf im August 1442 durch Karl von Thüngen an die Familie von Dottenheim) und Unterleinach.
1523 zerstörte der Schwäbische Bund die Reußenburg (bei Hammelburg) des Hans Jörg von Thüngen. Er war ein Unterstützer des Raubritters Hans Thomas von Absberg. Eine genauere Beschreibung der Ereignisse des sogenannten Fränkischen Krieges ist unter Wandereisen-Holzschnitte von 1523 zu finden. Der Würzburger Bischof Konrad II. von Thüngen setzte sich für seine bedrängten Verwandten mit Bittschreiben an den Bund ein.

## Wappen
Das Stammwappen zeigt in Silber einen mit drei gewellten roten Pfählen belegten goldenen Balken. Die drei gewellten Pfähle symbolisieren die drei Flüsse Sinn, Wern und Saale, über deren Einzugsgebiet sich die Herrschaft derer von Thüngen erstreckte. Auf dem Helm mit rot-silbernen Decken steht der Rumpf eines graubärtigen Mannes in rotem Kleid mit silbernem Kragen, dessen Haupt bedeckt ist mit einer silber gestulpten roten Haube, die auf der Spitze und an beiden Seiten mit Hahnenfedern bestückt ist.

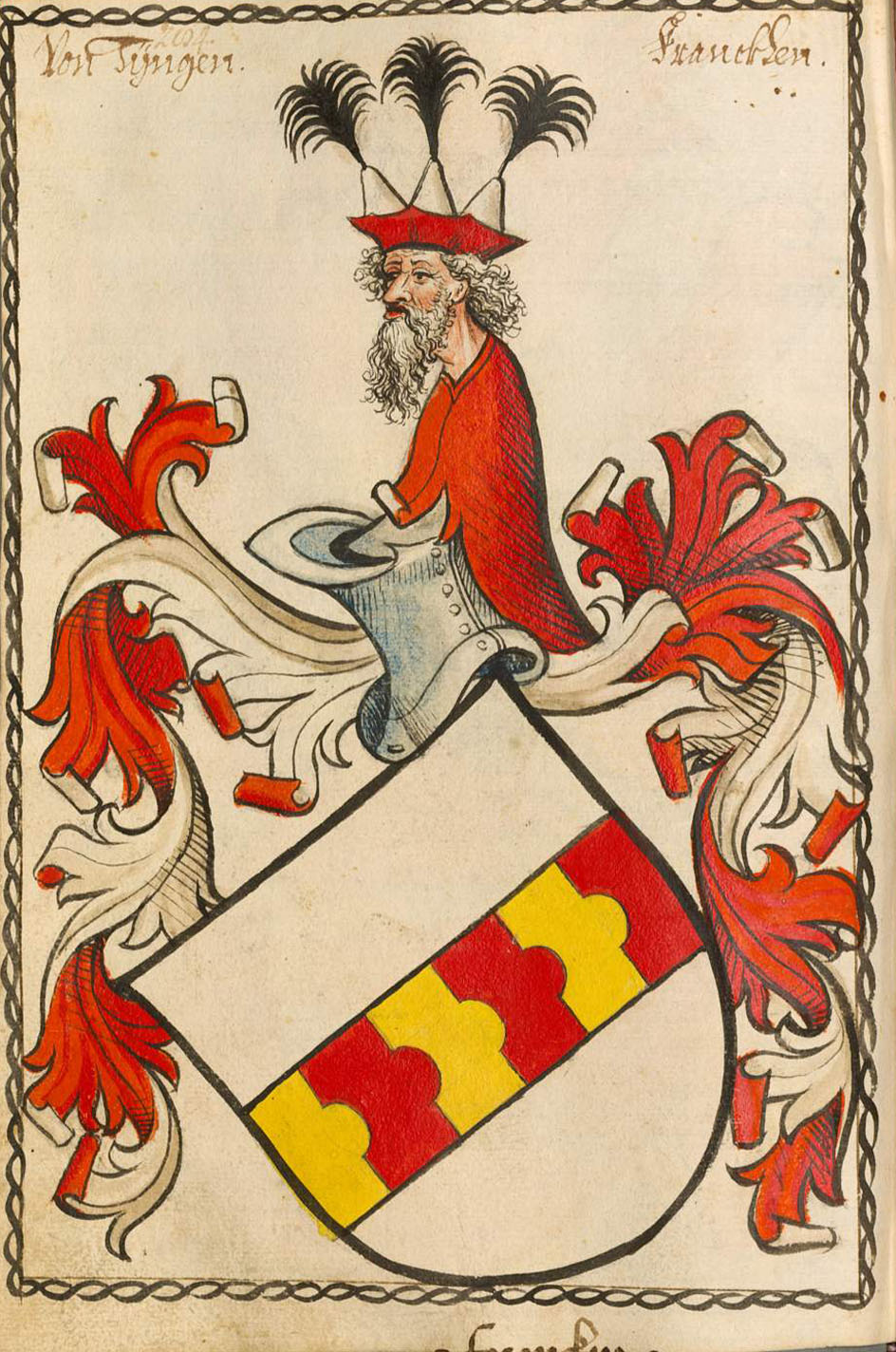
Thüngen-Wappen aus dem Scheiblerschen Wappenbuch
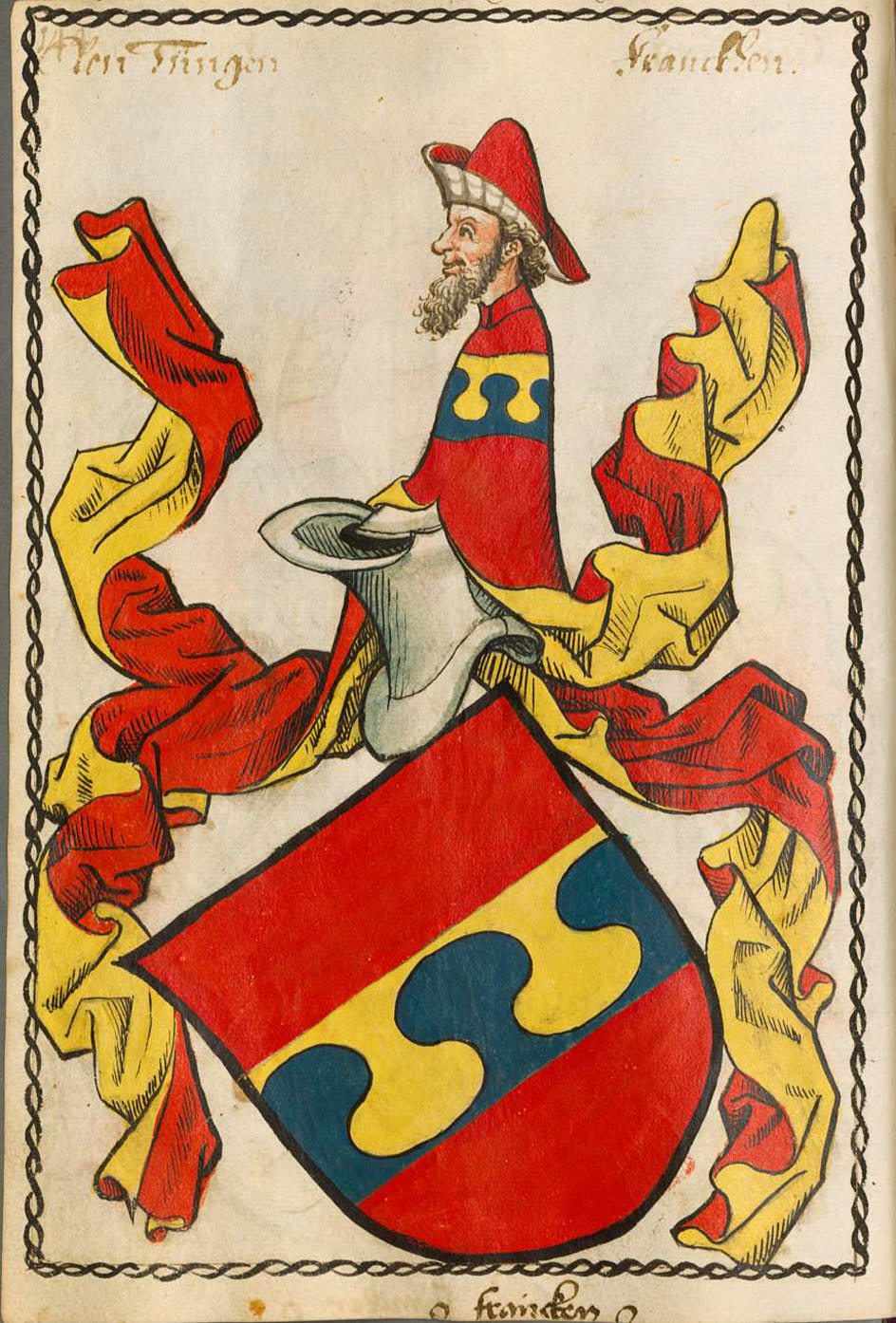
Thüngen-Wappen aus dem Scheiblerschen Wappenbuch (unkorrekt)
Thüngen-Wappen aus dem Wappenbuch von Nikolaus Bertschi[7]
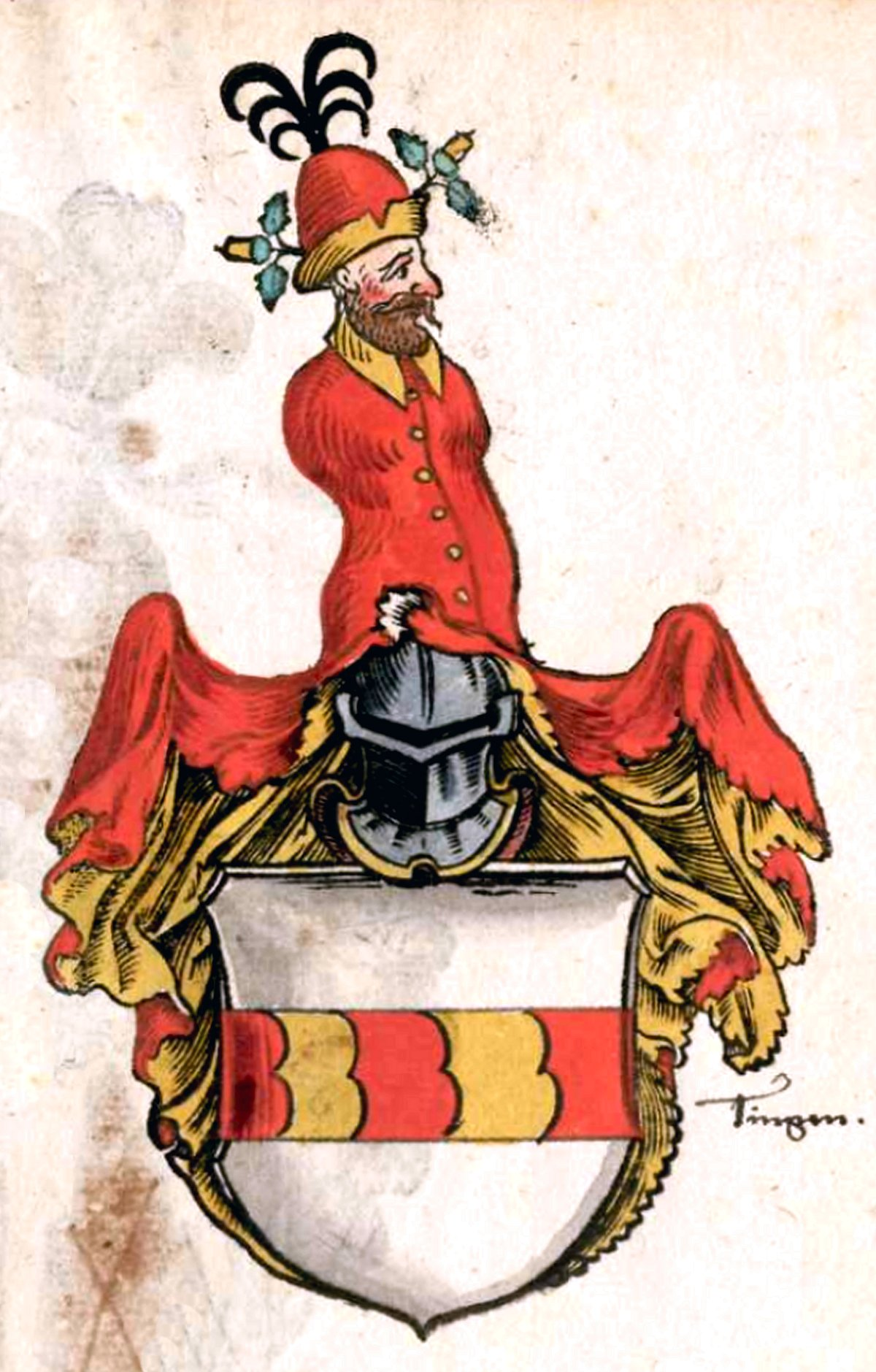
Römischer Kayserlichen / auch zu Hungern vnd Behaimb / Königlichen Mayestat Wappen, 1578
Wappen derer von Thüngen aus Siebmachers Wappenbuch

## Persönlichkeiten

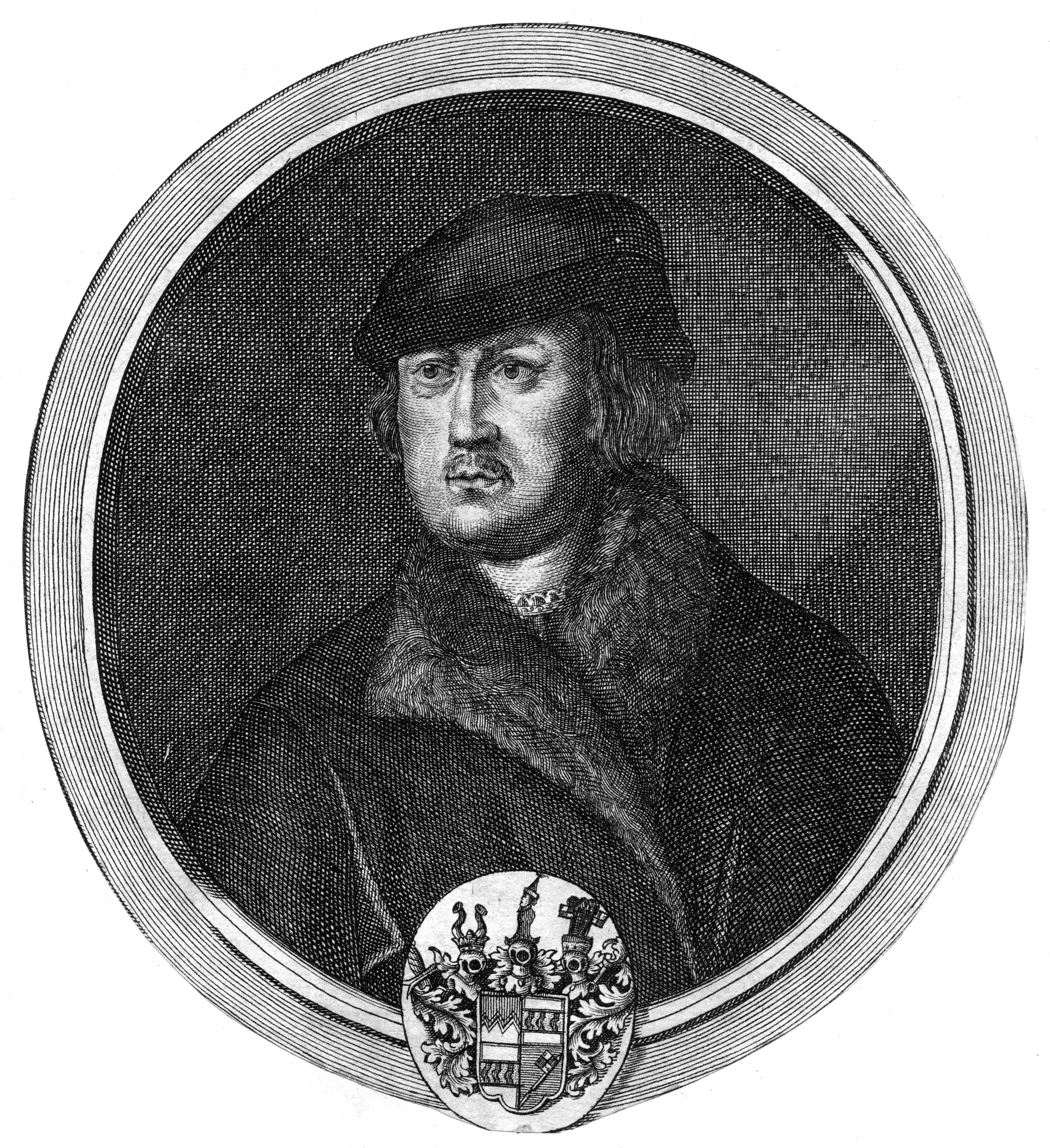
Konrad II. von Thüngen (1466–1540), Fürstbischof von Würzburg

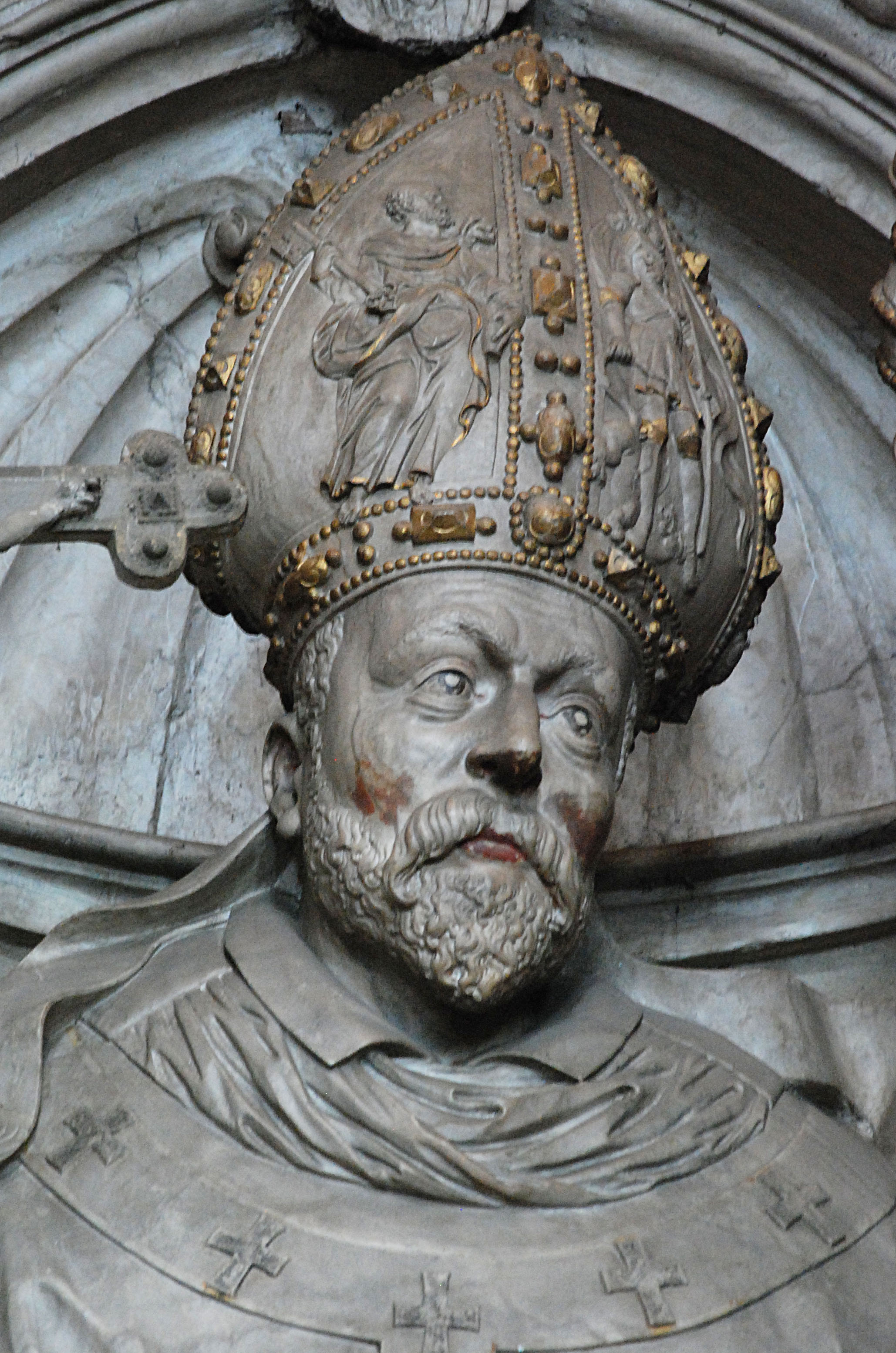
Neidhardt von Thüngen (1545–1598), Fürstbischof von Bamberg

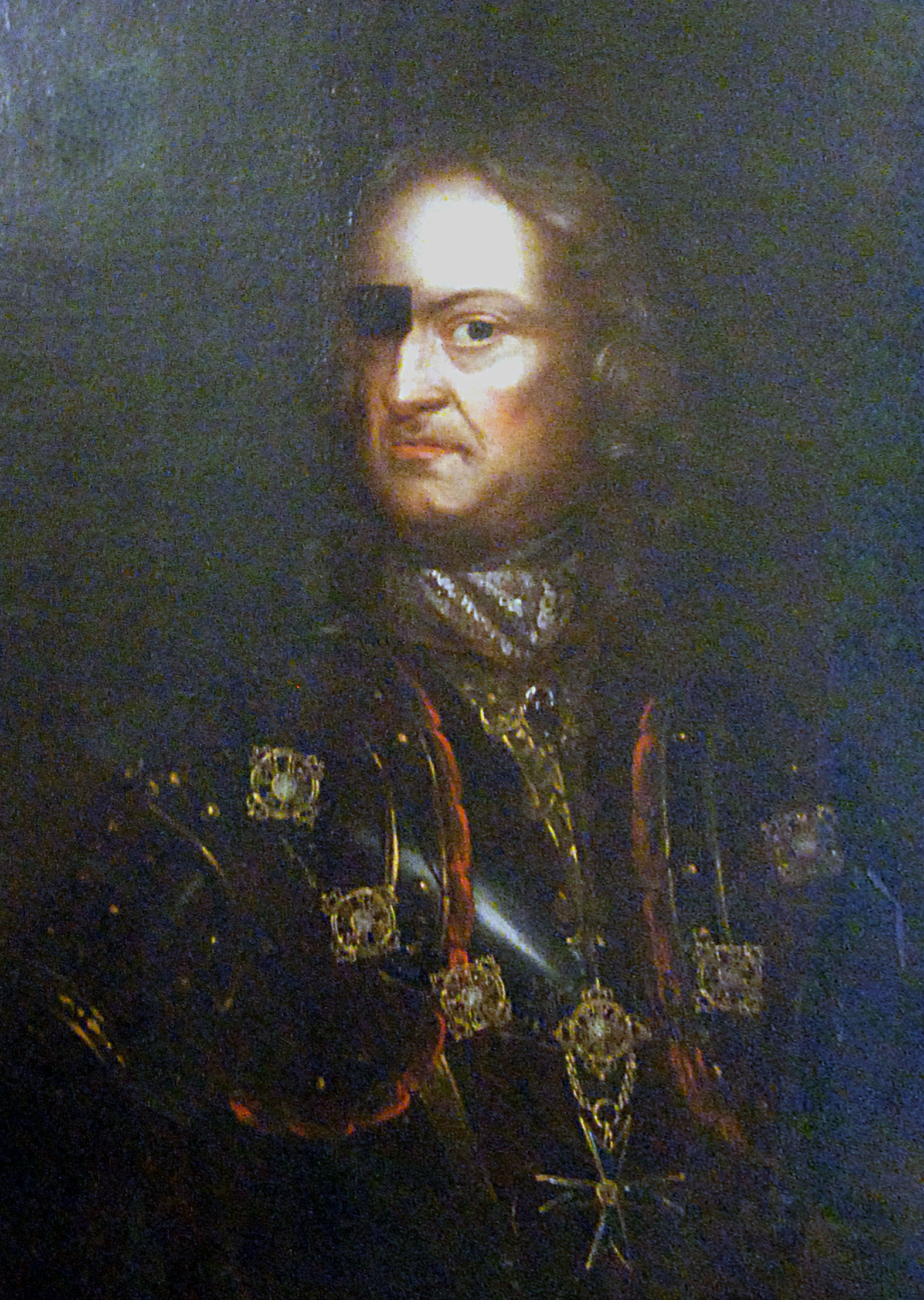
Hans Karl von Thüngen (1648–1709), kaiserlicher Generalfeldmarschall

- Konrad I. von Thüngen (12. Jahrhundert, erstmals 1136 genannt)
- Dietz (oder Fritz) I. von Thüngen (14. Jahrhundert), Gutsbesitzer unter anderem in „Obern Lynach“ (Oberleinach) und „Lynach“ (Unterleinach), fuldaischer Amtmann und Vogt von Hammelburg, der 1311 vom Abt von Fulda ausgewählt wurde, den Landfrieden mit Waffengewalt zu wahren[9]
- Adolf von Thüngen (gestorben 1501), Deutschordensritter, Hauskomtur der Kommende Horneck, 1500–1501 Komtur in Würzburg
- Konrad II. von Thüngen (1466–1540), Fürstbischof von Würzburg und Herzog zu Franken.
- Dietrich (Dietz) von Thüngen (1476–1540), Domdekan in Würzburg.
- Neidhardt von Thüngen (1545–1598), Fürstbischof von Bamberg (1591–1598). Mitbegründer des Juliusspitales in Würzburg. Rector Magnificus der Universität Würzburg und Dompropst in Würzburg. Grabmal in der Bamberger Kirche St. Michael.
- Konrad Friedrich von Thüngen (um 1580 – 1629), Dompropst im Bistum Würzburg
- Johann Karl I. Graf von Thüngen (1648–1709), Kaiserlicher Generalfeldmarschall, Erbauer der Karlsburg in Bad Ems, Festungskommandant der Festung Mainz, Festung Philippsburg und in Landau. Seine Büste wurde 1853 durch König Ludwig I. von Bayern in der Ruhmeshalle in München aufgestellt.
- Adam Sigmund von Thüngen (1687–1745), Generalmajor und Generalfeldmarschall-Leutnant. Von 1733 bis 1736 Interimskommandant von Luxemburg. Erbauer des Fort Thüngen in Luxemburg. Nach seinem Tod besuchte Kaiserin Maria Theresia seine Witwe auf Schloß Roßbach in Zeitlofs-Roßbach.
- Philip Christoph Dietrich Reichsfreiherr von Thüngen (1696–1780), Schwedischer Legationsrat, Ritterrat, Ritterhauptmann, der souveräne Landesherr war eines der mächtigsten und einflussreichsten Familienmitglieder. Er einigte Familienbesitz, brachte verlorenen Besitz zurück, erbaute Kirchen und Schlösser und erließ eine Gerichtsordnung.
- Johann Sigmund Karl I. Reichsfreiherr von Thüngen (1730–1800), Reichskammergerichtspräsident in Wetzlar, hatte regen Kontakt mit Goethe.
- Friedrich Wilhelm von Thüngen (1733–1793), k.k. Generalmajor
- Karl VI. Freiherr von Thüngen (1776–1841), von 1818 bis 1829 alleine und von 1829 bis 1841 gemeinsam mit seinem Sohn Hans Karl V. Majoratsherr.
- Ludwig Julius Traugott von Thüngen (1794–1872), Bezirksrat und Bezirksgerichtsdirektor
- Philipp Freiherr von Thüngen (1796–1866), Gutsbesitzer, Landrat und Hofbeamter.
- Hans Carl Freiherr von Thüngen (1804–1850), königlich bayerischer Regierungsbeamter.
- Wilhelm VII. Freiherr von Thüngen (1805–1871), Majoratsherr, Reichsrat und Abgeordneter des Zollparlaments.
- Wolfgang VI. Freiherr von Thüngen (1814–1888), von 1850 bis 1876 gemeinsam mit seinem Bruder Wilhelm VII. Majoratsherr und von 1876 bis 1880 gemeinsam mit seinem Sohn Hans Karl VII. Majoratsherr. Bayerischer Gesandter in Athen, Darmstadt und Kassel sowie bevollmächtigter Minister des Königs.
- Hans Karl VII. Freiherr von Thüngen (1851–1926), Reichsrat und Mitbegründer der Deutschen Landwirtschaftsgesellschaft 1885 und des Bayerischen Brauerbundes 1880. Majoratsherr von 1876 bis 1880 gemeinsam mit Vater Wolfgang VI. und von 1880 bis 1922 alleine.
- Rudolf Freiherr von Thüngen (1855–1929), bayerischer Oberst a. D., Kammerherr, Dr. phil. h. c. der Universität Erlangen, Gutsherr auf Heilsberg bei Zeitlofs.
- Hildolf Freiherr von Thüngen (1878–1947), königlich bayerischer Rittmeister a. D., SS-Oberführer.[10]
- Karl XI. Freiherr von Thüngen (1893–1944), Generalleutnant, hingerichtet am 24. Oktober 1944 im Zusammenhang mit dem Attentat auf Adolf Hitler.
- Elisabeth Freiin von Thüngen (1893–1988), Tochter von Rudolf von Thüngen und Ehefrau von Reinold von Thadden-Trieglaff, Gründer des Deutschen Evangelischen Kirchentages.
- Dietz XII. Freiherr von Thüngen (1894–1973), Reichstagsabgeordneter, Majoratsherr (1922–1948) und Verwaltungsbeauftragter (1948–1973) der Thüngener Verwaltung. Ehrenpräsident der Deutschen Landwirtschaftsgesellschaft.
- Wolf-Hartmann II. Freiherr von Thüngen (1923–2001), stellvertretender Verwaltungsbeauftragter von 1963 bis 1973; Verwaltungsbeauftragter von 1973 bis 1985. Forstmann, der die Flurbereiche Detter, Weißenbach, Höllrich und Thüngen neu geordnet hat. Kommendator des Johanniterordens. Sein Sohn Lutz XII. Freiherr von Thüngen, geboren 1949, ist heute für das Centamt in Weißenbach und  Höllrich verantwortlich. Sein Sohn Hanskarl VIII. Freiherr von Thüngen, geboren 1950, verwaltet und bewirtschaftet das Domänenamt einschließlich des Burgschlosses sowie die Burgbrauerei „Herzog von Franken“ in Thüngen; der übrige Teil einschließlich des Spitalschlosses in Thüngen wird von der Linie Thüngen-Roßbach geführt.

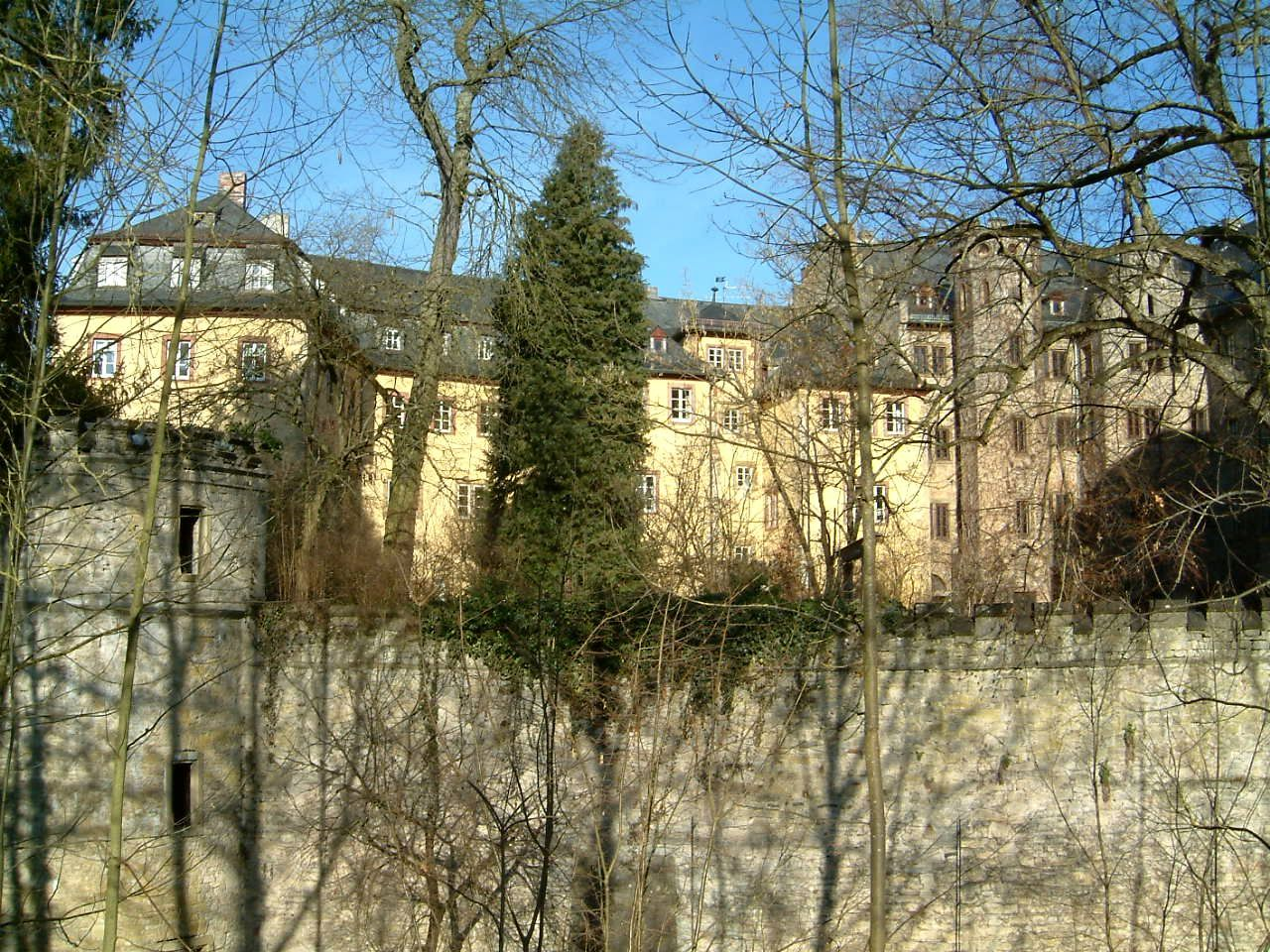
Ansicht von Schloß Thüngen
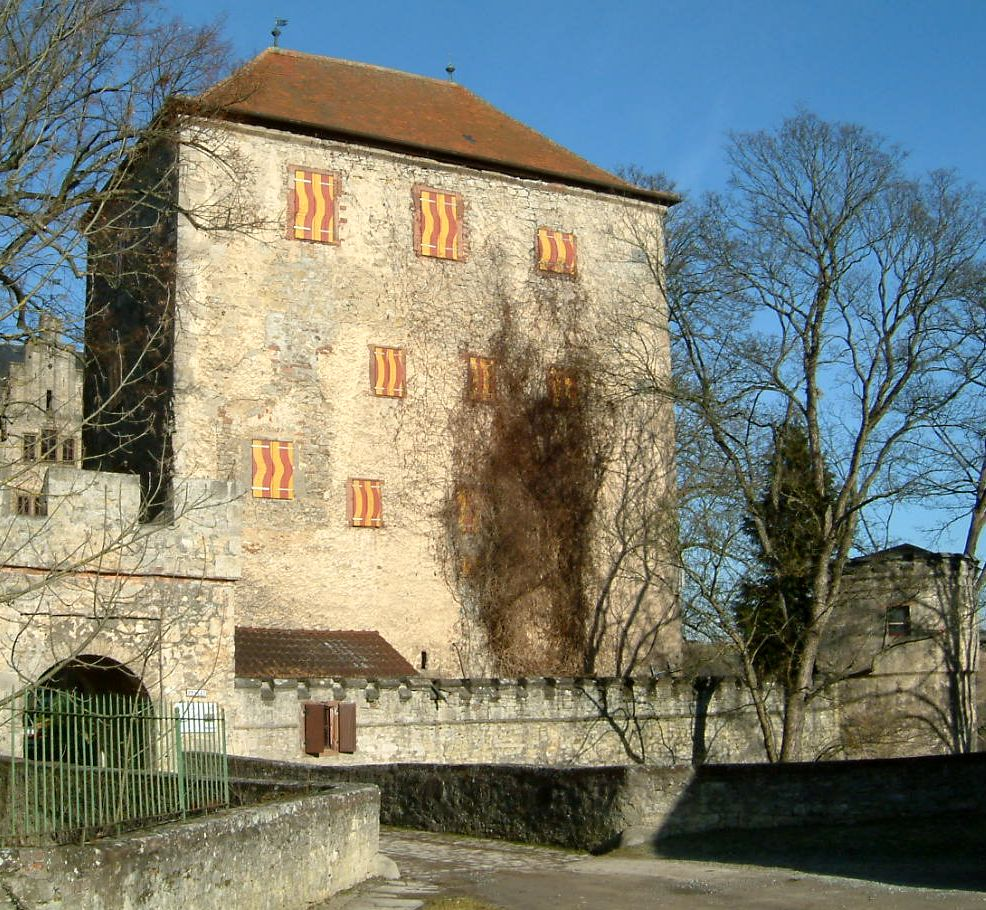
„Alter Stock“ (Wohnturm der Burg) in Thüngen
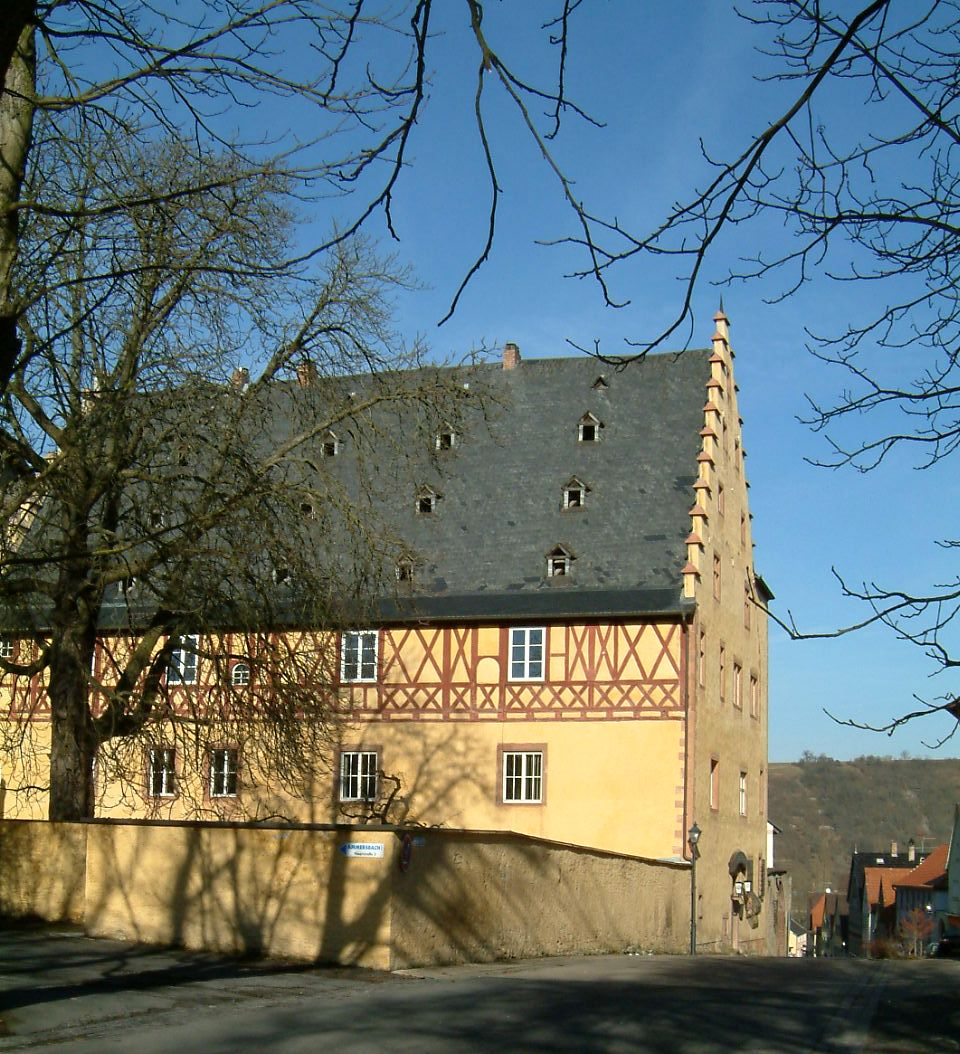
Burgsinner Schloss in Thüngen
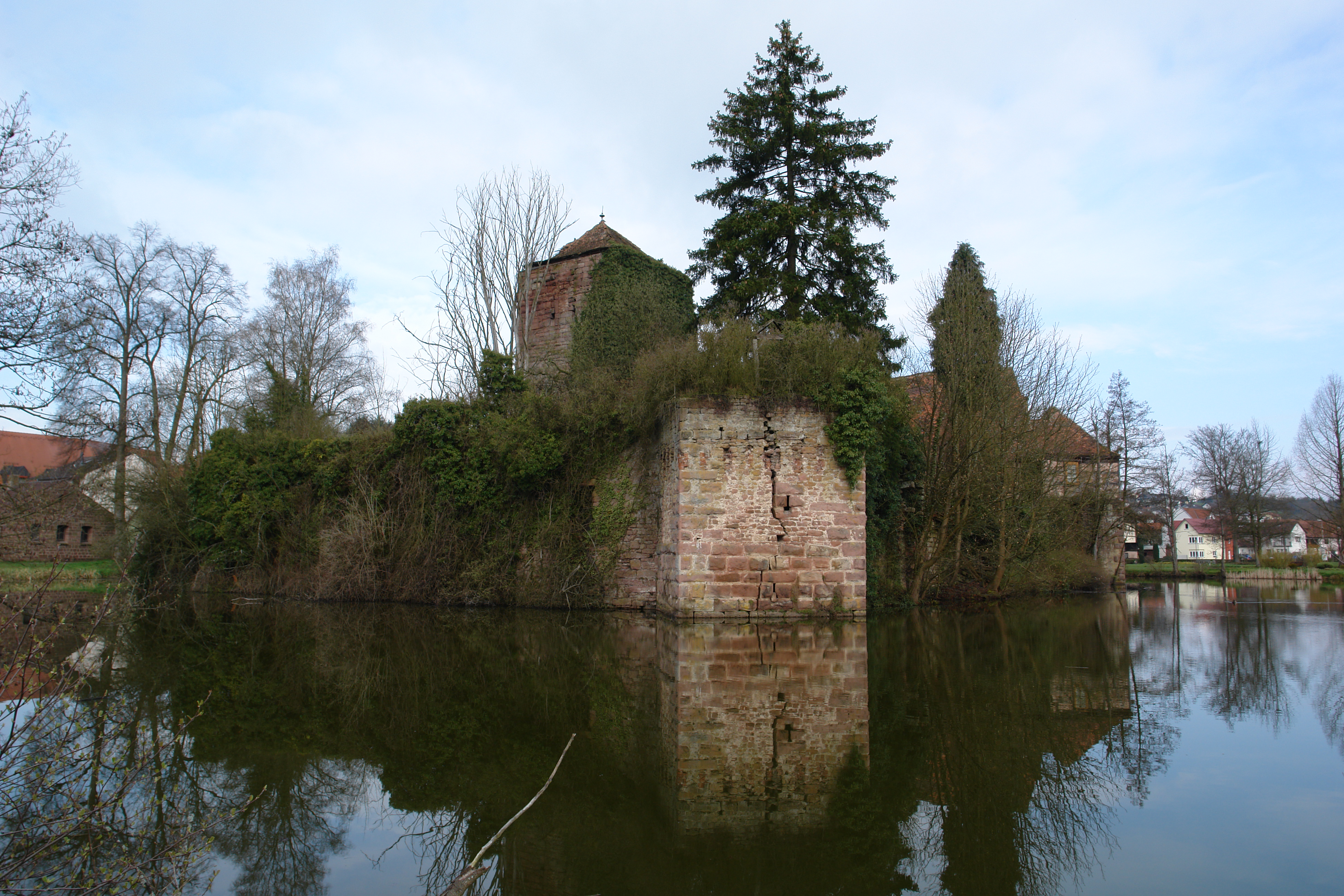
Alte Burg in Burgsinn